# 阿廖欣
阿廖欣（羅馬化：Alyokhin）是俄语姓氏，可能指：
- 亚历山大·亚历山德罗维奇·阿廖欣，国际象棋棋手
- 安德烈·阿纳托利耶维奇·阿廖欣，俄罗斯政治人物、国家杜马议员

|  | 本页或本分段罗列了姓氏为「阿廖欣」的人物。 如果是一个指代特定个人的内链将您引导到本页，請考慮修正該人物的名字以將链接指向正確的條目。 |